# Liste der denkmalgeschützten Objekte in Eggelsberg
Die Liste der denkmalgeschützten Objekte in Eggelsberg enthält die 4 denkmalgeschützten, unbeweglichen Objekte der Gemeinde Eggelsberg im Bezirk Braunau am Inn (Oberösterreich).

## Denkmäler
| Foto |                 | Denkmal                                                                                       | Standort                                      | Beschreibung | Metadaten |
| ---- | --------------- | --------------------------------------------------------------------------------------------- | --------------------------------------------- | --- | --- |
| ja   | Datei hochladen | Kath. Pfarrkirche Mariae Himmelfahrt und Friedhof mit Torbau HERIS-ID: 52090 Objekt-ID: 58232 | Marktplatz Standort KG: Eggelsberg            | Eine Pfarrkirche Mariae Himmelfahrt in Eggelsberg wurde 1143 erstmals erwähnt. Die heutige Kirche ist ein gotischer Bau aus der Zeit von 1420 bis 1436, vergleichbar mit der Kirche in Hochburg und der Braunauer Spitalskirche. Sie steht auf dem höchsten Punkt des Dorfes. Die umgebende Mauer ist verteidigungsfähig und mit Steinplattenabdeckung. Als Baumeister wird Oswald Bürkel angenommen. Der gotische Westturm mit barockem Aufsatz ist 72 Meter hoch. Das Langhaus aus einem Sechseck heraus konstruiert (41⁄2-jochig, teilweise dreischiffig und zweischiffig), dadurch tragen drei Achteckpfeiler mit an den Kanten aufgelegten Diensten das Sternrippengewölbe. Die Kirchentüren verfügen über reiche Lilienbeschläge. Der gewaltige Hochaltar von 1661 besitzt ein Knorpelwerk und gedrehte Säulen, er wird einem Mattighofener Meister von St. Florian bei Helpfau zugeschrieben, das Gemälde stammt von Tobias Schinagl. Als Schöpfer der überlebensgroßen Holzfigur Maria mit Kind aus der Mitte des 17. Jahrhunderts wird Martin Zürn vermutet. | BDA-Hist.: Q25202747 Status: § 2a Stand der BDA-Liste: 2025-06-30 Name: Kath. Pfarrkirche Mariae Himmelfahrt und Friedhof mit Torbau GstNr.: .1/1, 149, .4 Pfarrkirche Eggelsberg |
| ja   | Datei hochladen | Pfarrhof HERIS-ID: 66040 Objekt-ID: 78912                                                     | Pfarrhofweg 1 Standort KG: Eggelsberg         | | BDA-Hist.: Q38112431 Status: § 2a Stand der BDA-Liste: 2025-06-30 Name: Pfarrhof GstNr.: .2/2                                                                                     |
| ja   | Datei hochladen | Heimatmuseum Rauchbergergut, Haus Rauhberg HERIS-ID: 66056 Objekt-ID: 78928                   | Gundertshausen 14 Standort KG: Gundertshausen | | BDA-Hist.: Q38112439 Status: § 2a Stand der BDA-Liste: 2025-06-30 Name: Heimatmuseum Rauchbergergut, Haus Rauhberg GstNr.: .89                                                    |
| ja   | Datei hochladen | Ortskapelle Ibm HERIS-ID: 66063 Objekt-ID: 78935                                              | Standort KG: Ibm                              | Die Mariahilfkapelle in Ibm wurde 1903 erbaut. Zu ihrer Ausstattung gehört eine aus der Kapelle des ehemaligen Schlosses Ibm stammenden Statue der Muttergottes mit dem Jesuskind aus dem 15. Jahrhundert. Aus dem Schloss stammt auch die Statue des hl. Augustin, die in einer Nische über der Eingangstür steht. Der neugotische Altar der Kapelle wurde im Zuge einer 1978 begonnenen Generalsanierung wegen Baufälligkeit abgetragen und anhand von Fotografien detailgetreu rekonstruiert. Bei Renovierungsarbeiten am Glockenturm wurden auch Kreuzwegbilder entdeckt, die ihren neuen Platz im Eingangsbereich der Kapelle fanden. | BDA-Hist.: Q38112440 Status: § 2a Stand der BDA-Liste: 2025-06-30 Name: Ortskapelle Ibm GstNr.: .58 Ortskapelle Ibm                                                               |